# Sivko
Sivko je lik iz crtanog filma Velike pustolovine Winnieja Pooha koji je napisao engleski pisac A.A.Milne.

## Podaci o liku
- Rod:muškarac
- Boja očiju: crna
- Boja dlake: siva
- Vrsta: magarac
- Vjernost: životinjama i dječaku
- Prvo pojavljivanje: Velike pustolovine Winnieja Pooha

## Opis lika
Sivko je dobar prijatelj iako nikome ništa ne pomaže. Jako je musav. Nema stalnu kuću jer mu životinje uvijek razbiju.